# Badminton Federatie van Azerbeidzjan
De Badminton Federatie van Azerbeidzjan (ABF) (Azerbeidzjaans: Azərbaycan Badminton Federasiyası) is de nationale badmintonbond van Azerbeidzjan.
De huidige president van de Azerbeidzjaanse bond is Mikayil Jabbarov. Anno 2015 telde de bond 350 leden, verdeeld over 3 badmintonclubs. De bond is sinds 1997 aangesloten bij de Europese Bond.